# Pelle Nilsson (konstnär)
Pelle Gunnar Wilhelm Nilsson, född 30 januari 1913 i Fridlevstads församling, Blekinge län, död 22 december 1965 i Sunne församling, Värmlands län
, var en svensk målare, tecknare och grafiker. 
Nilsson studerade konst vid Tekniska skolan i Stockholm 1934-1936 och vid Otte Skölds målarskola samt krokikurser i Stockholm. Därefter företog han studieresor till Telemark, och Lofoten i Norge samt Danmark.
Nilsson debuterade i utställningen Unga tecknare på Nationalmuseum. Han har haft separatutställningar i Stockholm på ÅetÅcentralen 1945, på Söders konstsalong 1947 och på Timmermansgården 1948. Tillsammans med Harry Forss ställde han ut på Galerie Æsthetica 1949. Han medverkade med Värmlands konstförenings höstsalonger på Värmlands museum 1951-1965 (med undantag för 1957) med oljemålningar och teckningar. De träsnitt han producerade var uteslutande för Folkrörelsernas konstfrämjande. Han arbetade med både färg och svartvita träsnitt.
Bland hans offentliga arbeten finns en monumentalmålning i Karlstad mekaniska werkstads personalmatsal samt två grafiska blad för Folkrörelsernas Konstfrämjande.
Hans konst består förutom grafik av målade landskap, ofta med skogsmark.
Nilsson är representerad med en teckning på Moderna museet.